# 駒泉徳治郎
駒泉 徳治郎（こまいずみ とくじろう、1893年4月11日 - 1959年2月24日）は、現在の宮城県大崎市出身で井筒部屋に所属した力士。本名は高橋 徳治郎。10代大嶽。180cm、96kg。最高位は東前頭2枚目。

## 経歴
駒ヶ嶽國力を頼って入門。所属は井筒部屋であったが、駒ヶ嶽の内弟子であった。1911年2月初土俵、1915年1月十両昇進。1917年1月新入幕した。しかし師匠・井筒(元２代目西ノ海)との不仲が遠因にあり大成を逃し、1922年1月引退し大嶽を襲名。1934年5月廃業した。

## 成績
- 幕内11場所45勝39敗21休5分預

## 改名
改名歴なし